# Diana Garrigosa i Laspeñas
Diana Garrigosa i Laspeñas   (Barcelona, 10 de novembre de 1944 - Barcelona, 10 de febrer de 2020) fou una economista i informàtica catalana, coneguda per ser l'esposa de Pasqual Maragall.

## Família
Diana Garrigosa fou l'esposa de Pasqual Maragall, 127è President de la Generalitat de Catalunya, i és mare de Cristina Maragall.
Fou jove de Jordi Maragall i Noble i cunyada d'Ernest Maragall, Pau Malvido i Jordi Maragall i Mira.

## Biografia
Era filla de l'enginyer òptic (vegeu INDO) Cristóbal Garrigosa Ceniceros (1906-1972), i Josefina Laspeñas Cabello (1917-2005), ambdós naturals de Logronyo. El seu avi patern fou el comerciant Antoni Garrigosa i Borrell, natural de Martorell i establert a la capital de la Rioja cap al 1883, on va regentar un pròsper negoci de roba i teixits.
Es va llicenciar en ciències econòmiques a la Universitat de Barcelona com Pasqual Maragall, amb qui es va casar l'any 1965 i tingué tres fills: Cristina, Ayri i Guillem. La parella va residir dos anys a Nova York, on Garrigosa cursà un màster d'econometria a la New School for Social Research. Un cop tornada a Barcelona, fou professora d'informàtica a l'Aula Escola Europea i treballà al Centre de càlcul de la UB.
El 1974 es va afiliar a Convergència Socialista de Catalunya, organització que seria un dels germens del PSC. El 2006 se'n donà de baixa després de saber que Maragall no seria candidat a les eleccions al Parlament.
L'abril del 2008, juntament amb el seu marit, va crear la Fundació Pasqual Maragall dedicada a la lluita contra la malaltia d'Alzheimer, de la qual fou la presidenta, i el 2010 van protagonitzar el documental Bicicleta, cullera, poma de Carles Bosch.
Va morir el 10 de febrer del 2020, a l'edat de 75 anys, a conseqüència d'un infart de miocardi.